# Zouzou (film)
Zouzou è un film francese del 1934 diretto da Marc Allégret.

## Trama
Due orfani, la nera Zouzou e il bianco Jean, crescono nel circo ambulante Romarin. Il direttore del circo li alleva come fossero figli suoi e li presenta negli spettacoli come fenomeni da baraccone, affermando che i due ragazzi sono gemelli, nonostante l'evidente differenza di carnagione.
Zouzou è una bambina piena di sogni: si vede infatti sotto i riflettori e si diverte a truccarsi e vestirsi come gli artisti del circo che vede intorno a lei. Sebbene cresciuta come sorella di Jean, durante la sua adolescenza Zouzou si innamora del ragazzo. Ormai adulti, Zouzou lavora in una lavanderia e sembra che abbia abbandonato i suoi sogni di gloria artistica, mentre Jean parte per svolgere il servizio militare in Marina. Quando Jean torna dal suo anno di servizio in marina, apprende che la famiglia lascerà Tolone per andare a Parigi. Zouzou spera di poter realizzare lì tutti i suoi sogni. Jean la aiuta facendole ottenere un numero di danza in un teatro parigino e Zouzou avrà un gran successo, avviandosi a diventare una diva. Ma i suoi sogni d'amore per Jean naufragano quando si rende conto che l'uomo è sinceramente innamorato della sua amica Claire.

## Distribuzione
La pellicola è stata distribuita nelle sale cinematografiche francesi a partire dal 21 dicembre 1934.